# Stanny van Baer
Stanny van Baer (nascida Constance Catharina Margarethe Van Baer em 1942) é uma modelo e rainha de beleza da Holanda que venceu o concurso de Miss Internacional 1961.
Venceu o concurso, então em sua segunda edição, com 19 anos de idade. Ela continua sendo a única holandesa a conquistar o título.
No Brasil é às vezes chamada Stam, mas oficialmente o site do Miss Internacional a nomeia como Stanny.

## Biografia
Nascida nas Índias Orientais Holandesas, filha de mãe húngara e pai holandês, Stanny cresceu na Indonésia, mas migrou, com a família, para a Europa nos anos 50. Logo após vencer o Miss Internacional, foi morar na Califórnia, onde iniciou carreira como modelo.
Em 1963 se casou com um dentista, com quem teve filhos e depois se separou em 1970. Em 1991 deixou a Califórnia para ir viver em Spokane com um novo namorado, que a deixou cinco anos mais tarde.
Então já tendo encerrado sua carreira e sem dinheiro, foi obrigada a viver em Ogden Hall, um abrigo para mulheres sem-teto.
Numa entrevista para o The Spokesman-Review em dezembro de 1997, aos 56 anos, disse que "muitas vezes se apegou às perdas, mas que tinha aprendido a se sentir positiva sobre a vida". O autor da reportagem enfatizou que ela foi uma "mulher que há muito tempo venceu um concurso de beleza e que depois iniciou em uma jornada pelos altos e baixos da América".

## Miss Internacional 1961

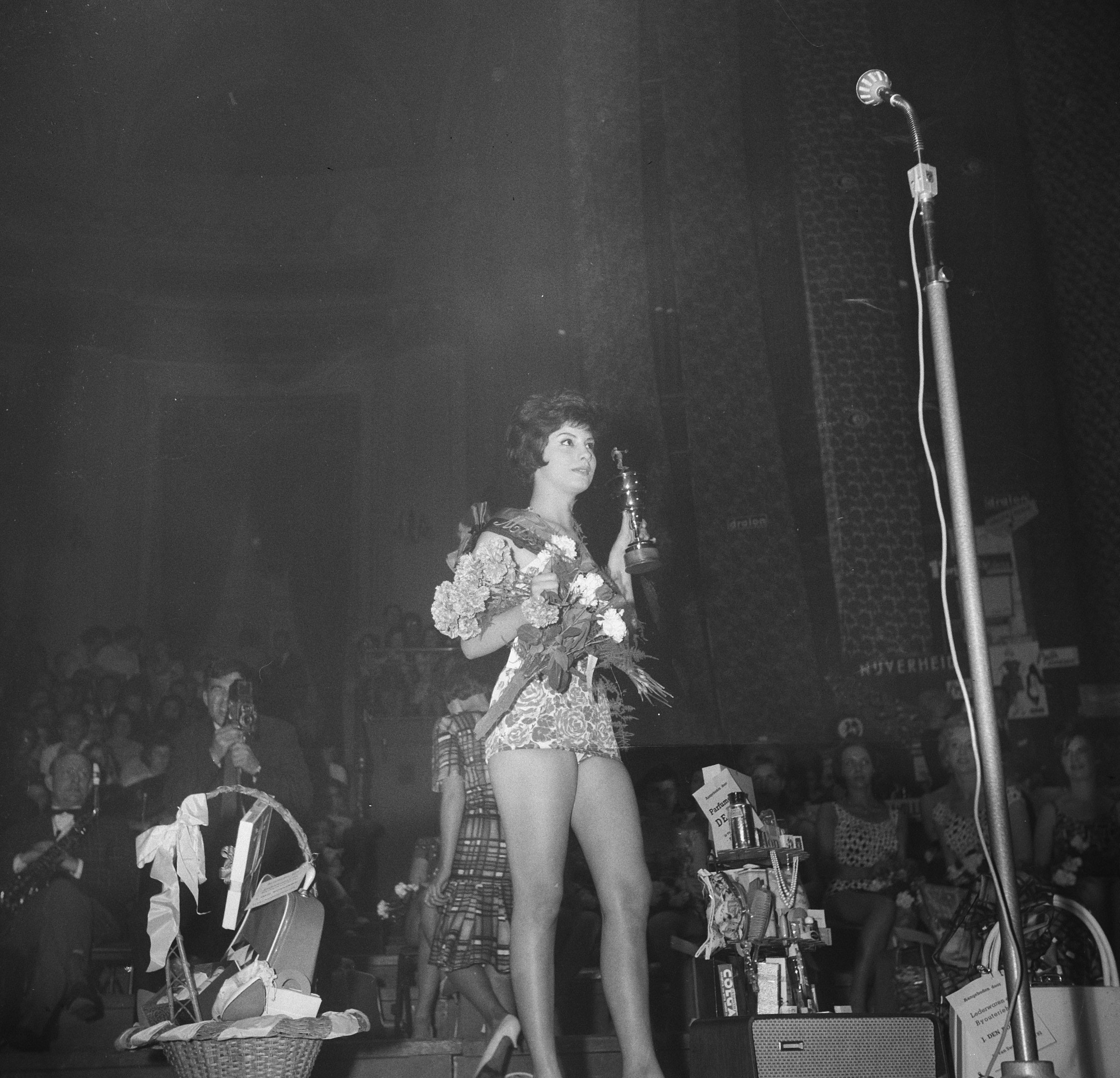
Stanny durante o Miss Holanda

Stanny representou a Holanda (atualmente Países Baixos) no Miss Internacional 1961 e, após derrotar outras 51 candidatas, levou a coroa em 28 de julho de 1961, em Long Beach, Califórnia.

## Vida pós-concursos
Em dezembro de 1962, Stanny foi uma das atrações da Cavalgada de Natal, também chamada de The Big Dome, nas Filipinas.
Aos 56 anos, ela deu uma entrevista para o The Spokesman-Review onde foi revelado que ela chegou a precisar de abrigo para sem tetos por não ter dinheiro para se sustentar.